# Oreocalamus hanitschi
Genre
Espèce
Statut de conservation UICN

 LC  : Préoccupation mineure
Oreocalamus hanitschi, unique représentant du genre Oreocalamus, est une espèce de serpents de la famille des Colubridae.

## Répartition
Cette espèce est endémique de Malaisie. Elle se rencontre au Sabah et en Malaisie péninsulaire.

## Étymologie
Cette espèce est nommée en l'honneur de Karl Richard Hanitsch (1860–1940).

## Publication originale
- Boulenger, 1899 : Description of three new reptiles and a new batrachian from Mt. Kina Balu, North Borneo. Annals and Magazine of Natural History, ser. 7, vol. 4, p. 451-453 (texte intégral).